# Márfi Márk
Márfi Márk (Jánosháza, 1994. február 11. –) magyar színész.

## Életpályája
1994-ben született. Gyermekkorát részben Vasszécsenyben és egy farmon töltötte. A szombathelyi Nagy Lajos Gimnáziumban érettségizett 2012-ben. 2015-ben végzett a Shakespeare Színművészeti Akadémián, ahol három évig tanult. 2015–2020 között a Színház- és Filmművészeti Egyetem színész szakos hallgatója volt. Egyetemi gyakorlatát a Radnóti Miklós Színházban töltötte. 2020-tól szabadúszó.

## Színpadi művek - Drámák
Telik – egy óra az életedből (bemutató: 2021. augusztus 30.)  Márfi Márk 2020-ban végzett az SZFE prózai színész szakán. Diplomamunkáját ugyanebben az évben, a tavaszi karantén alatt írta meg a családi pulykafarmon, Vas megyében. Az előadás érdekessége, hogy egy szakdolgozatból született önadaptáció. A Telik – egy óra az életedből játszóhelye a Lóvasút Kulturális és Rendezvénytér.
Író, előadó: Márfi Márk
Dramaturg: Bíró Bence
Zene: Mester Dávid
Alkotótárs, rendező: Tóth Péter
Az előadás meghívást kapott a 2021-es szegedi Thealter Nemzetközi Színházi Fesztiválra és a debreceni Odeon színházi fesztiválra, 2022-ben pedig a Komáromi Jókai Színház Stúdiójába, továbbá Bécsbe, illetve a Kiscsőszi Pajtafesztiválra, a Gombaszögi Nyári Táborba, valamint az ÖRDÖGKATLAN Fesztiválra is. 2023-ban sem tétlenkedtek az alkotók: az előadást bemutatták a Művészetek Völgyében, majd Sopronkövesden, ismét meghívást kaptak Bécsbe, ráadásul dupla előadással, emellett pedig a Lóvasúton folyamatosan repertoáron volt. A 2024-es év a vendégjátékok tekintetében a Váci Dunakanyar Színház meghívását, Mindszentkállát, Kövágóörsöt (Kőfeszt) és a legnagyobb hazai Színházi Szemlét tartogatta a Margit-szigeti Kristály Színtérben, ahol a Legjobb előadás Közönségdíját nyerte el. Ez volt Telik – egy óra az életedből ünnepi, 50. előadása.

Lassan (tervezet bemutató: 2025. március 8.) A dráma a kommunikációképtelenségről beszél. Tudunk kérdezni egymástól? Egyáltalán akarunk? Van rá igényünk? Mitől tartunk? Vagy egyenesen félünk? Aztán meg már késő. Anya és fia. Egy halogatott, fontos beszélgetés. Egy színdarab. Az élet. A halál. Für Anikót ritkán láthatjuk független színházi előadásban, emiatt is ígérkezik  különlegesnek a produkció. Szereplői: Für Anikó és Márfi Márk. Helyszíne a Lóvasút Kulturális és Rendezvénytér.Tervezett premierdátuma 2025. március 8. 

## Filmes és televíziós szerepei
- A mi kis falunk (2018) ...Fiatal
- Szokásjog (2020) ...Kocka
- A tanár (2020) ...Tibi
- Egyszer volt Budán Bödör Gáspár (2020) ...Jerry
- Apatigris (2021) ...Mirko
- Mintaapák (2021) ...Biciklis, Anti
- Kittenberger - Az utolsó vadászat (2021) ...fiatal Kittenberger Kálmán
- Kilakoltatás (2022) ...Norbi
- Oltári történetek (2022) ...Kerekes Dezső
- Szia, Életem! (2022)
- Blokád (2022) ...56-os tüntető
- Ida regénye (2022) ...Könyvsegéd
- Gólkirályság (2023-) ...Windberger Krisztián
- A helység kalapácsa (2023) ...Férfi a pultnál
- Az almafa virága (2023) ...pincér
- Angyaltrombiták (2023) ...Laci
- A mi kis falunk (2024) ...Windberger Krisztián
- S.E.R.E.G (2024) ...Darvas Dezső

## Díjai, elismerései
- Törőcsik Mari-ösztöndíj (2017)
- Örkény István drámaírói ösztöndíj (2022, 2024)[11]
- Szemle Plusz színházi fesztivál Közönségdíj (2024)